# بوشيت (كيبك)
بوشيت (بالإنجليزية: Bouchette)‏ هي بلدية محلية في كيبيك تقع في كندا في La Vallée-de-la-Gatineau Regional County Municipality. يقدر عدد سكانها بـ 786 نسمة ومساحتها 143.30 كم2 .

## أعلام
- مارسيل كارير